# San Blas (municipi)
San Blas és un municipi a l'estat de Nayarit. San Blas és el cap de municipi i principal centre de població d'aquesta municipalitat. Aquest municipi és a la part sud de l'estat de Nayarit. Limita al nord amb els municipis de Tecuala, al sud amb Compostela, a l'oest amb l'oceà Pacífic i a l'est amb Tepic.